# Gioventù della Sinistra Repubblicana di Catalogna
Gioventù della Sinistra Repubblicana di Catalogna (in catalano Joventuts d'Esquerra Republicana de Catalunya, JERC) è un'organizzazione che costituisce il ramo giovanile della Sinistra Repubblicana di Catalogna.
Secondo la sua dichiarazione dei principi, i suoi obiettivi sono:
((EN) Declaració de Principis (PDF), su jerc.cat. URL consultato il 30 dicembre 2012.)
Uno dei principali progetti di JERC è l'Acampada Jove, un festival di musica indipendentista, che ogni anno riunisce migliaia di giovani in Montblanch.
Il suo organo è la rivista La voce dei giovani (La VEU del jovent) e utilizza come bandiera sia l'estelada con triangolo blu e stella bianca che l'estelada con triangolo giallo e stella rossa.

## Storia

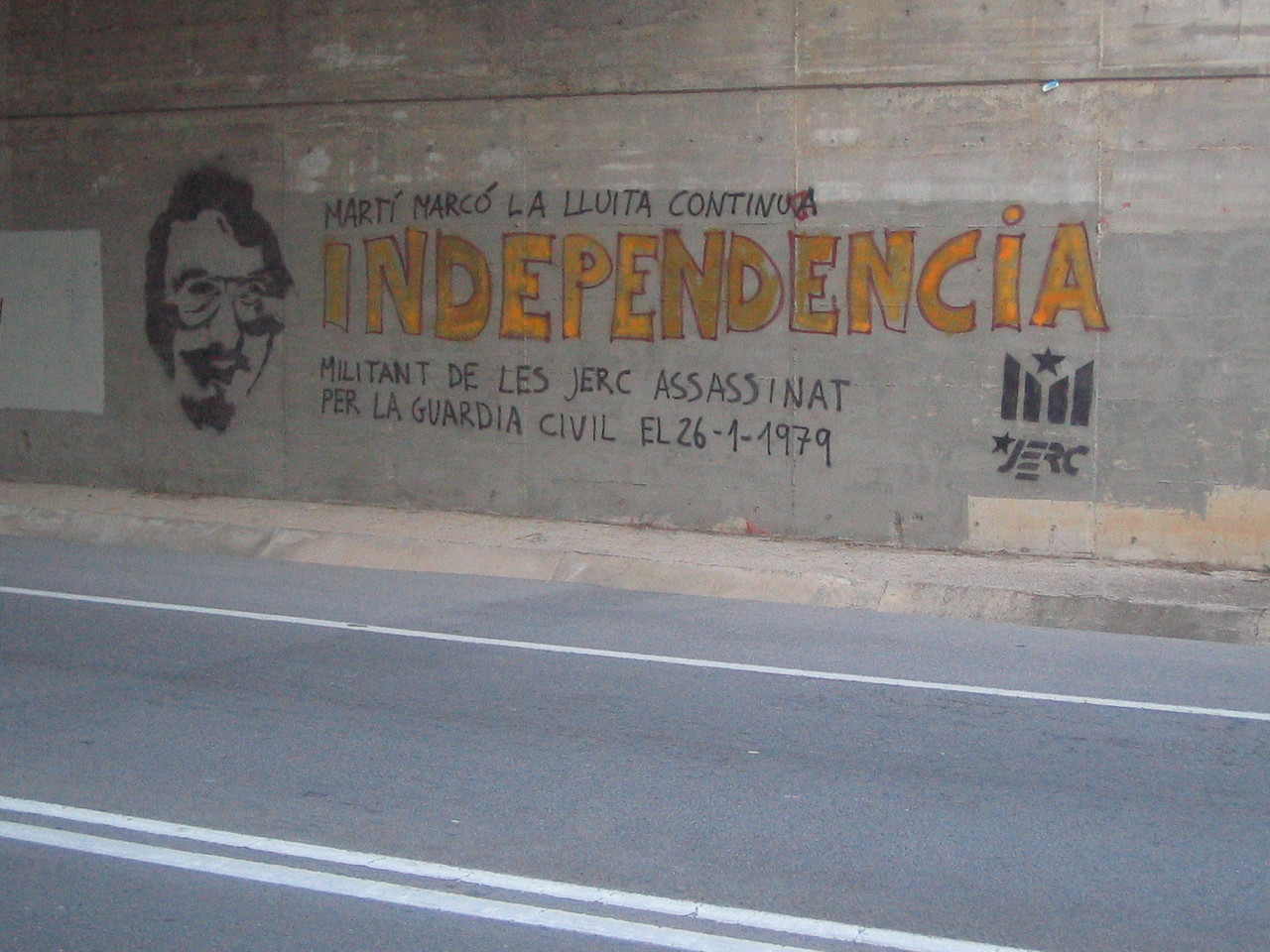
Murale di JERC a Sabadell.

Nel corso della Seconda Repubblica viene creato il primo braccio giovanile del partito, con il nome Jerec (Gioventù della Sinistra repubblicana dello stato catalano), fino allo scoppio della Guerra Civile.  Durante la guerra, il Jerec si unisce al Fronte della Gioventù  (promuovendo la Gioventù Socialista Unificato di Catalogna, collegata e, in un certo senso, promotrice del PSUC, insieme ad altri gruppi giovanili come Gioventù dello stato Catalano, Unione della Gioventù repubblicana, Gioventù repubblicana di sinistra (sinistra repubblicana), soprattutto per combattere a fianco della Repubblica.